# 松塞卡
松塞卡，是西班牙卡斯蒂利亚-拉曼恰托莱多省的一个市镇。总面积60平方公里，总人口10018人（2001年），人口密度167人/平方公里。